# Antoine Germain Labarraque
Antoine-Germain Labarraque (Oloron-Sainte-Marie, 28 marzo 1777 – Galluis, 9 dicembre 1850) è stato un chimico e farmacista francese, il cui nome è associato alla formulazione e agli studi riguardanti l'acqua di Labarraque o la soluzione di Labarraque, una soluzione di ipoclorito di sodio ampiamente usata come disinfettante e deodorante.

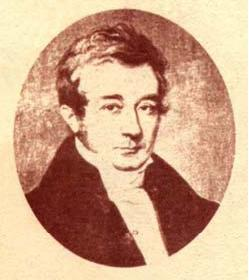
Portrait of Labarraque

L'utilizzo da parte di Labarraque di soluzioni di ipoclorito di sodio e di ipoclorito di calcio nella disinfezione degli impianti di trasformazione di budello animale e degli obitori, così come i suoi rapporti pubblicati della loro applicazione per il trattamento di gangrena e di ferite putrescenti nell'uomo negli anni '20 del XIX secolo, è documentato molto prima dell'impiego delle stesse sostanze da parte di Ignaz Semmelweis. Questi risultati, così come le pratiche di dissezione, sono notevoli per aver fornito una scoperta empirica dell'antisepsi, circa 40 anni prima di Louis Pasteur e di Joseph Lister e cominciarono a stabilire le basi teoriche di questa pratica.
Le soluzioni e le tecniche di Labarraque restano in uso anche nel ventunesimo secolo.